# Castañedo (Grado)
Castañedo (Castañéu en asturiano y oficialmente) es una parroquia del concejo de Grado, en el Principado de Asturias (España). Alberga una población de 244 habitantes (INE 2009) en 153 viviendas. Ocupa una extensión de 4,94 km².
Está situada en la zona septentrional del concejo. Limita al norte con el concejo de Candamo; al este con la parroquia de Peñaflor; al sur con las de Grado y La Mata; y al oeste con la de Villapañada. En terrenos de esta parroquia confluyen los ríos Nalón y Cubia.
El templo parroquial se encuentra en Bustiello, celebrándose con oficio religioso la festividad San Vicente Mártir, el 22 de enero, y con romería la de San Bartolo, el 24 de agosto.

## Poblaciones
Según el nomenclátor de 2009 la parroquia está formada por las poblaciones de:
- Barrio Azul (El Barriu Azul en asturiano y oficialmente) (casería): 20 habitantes.
- El Bravuco (El Bravucu) (casería): 0 habitantes.
- Bustiello (Bustiellu) (aldea): 21 habitantes.
- Cadenado (Cadenáu) (aldea): 32 habitantes.
- Campo del Cura (El Campu'l Cura) (casería): 5 habitantes.
- Casas de Abajo (Las Casas de Baxu) (casería): 51 habitantes.
- La Fojaca (La Foxaca) (casería): 5 habitantes.
- La Matiega (aldea): 10 habitantes.
- La Quintana (lugar): 5 habitantes.
- Molinos de Agosto (El Molín d'Agostu) (casería): 16 habitantes.
- Morana (casería): 9 habitantes.
- Picaroso (Picarosu) (lugar): 47 habitantes.
- Terrero (El Tarreiru) (lugar): 15 habitantes.
- Paseo Vistalegre (Vistalegre) (lugar): 8 habitantes.